# 코너 제섭
코너 제섭(Connor Jessup, 1994년 6월 23일 ~ )은 캐나다의 배우이다. 《폴링 스카이》에서 벤 메이슨(Ben Mason) 역으로 잘 알려져 있다.

## 출연 작품
- 폴링스카이